# Vlag van Zuidwest-Somalië

Vlag van Zuidwest-Somalië

De huidige vlag van Zuidwest-Somalië werd aangenomen in 2014. De eerste vlag van Zuidwest-Somalië werd aangenomen in april 2002. Toen de huidige vlag werd aangenomen, was het de tweede keer dat de vlag dat jaar werd veranderd en de derde keer in totaal.

## Geschiedenis

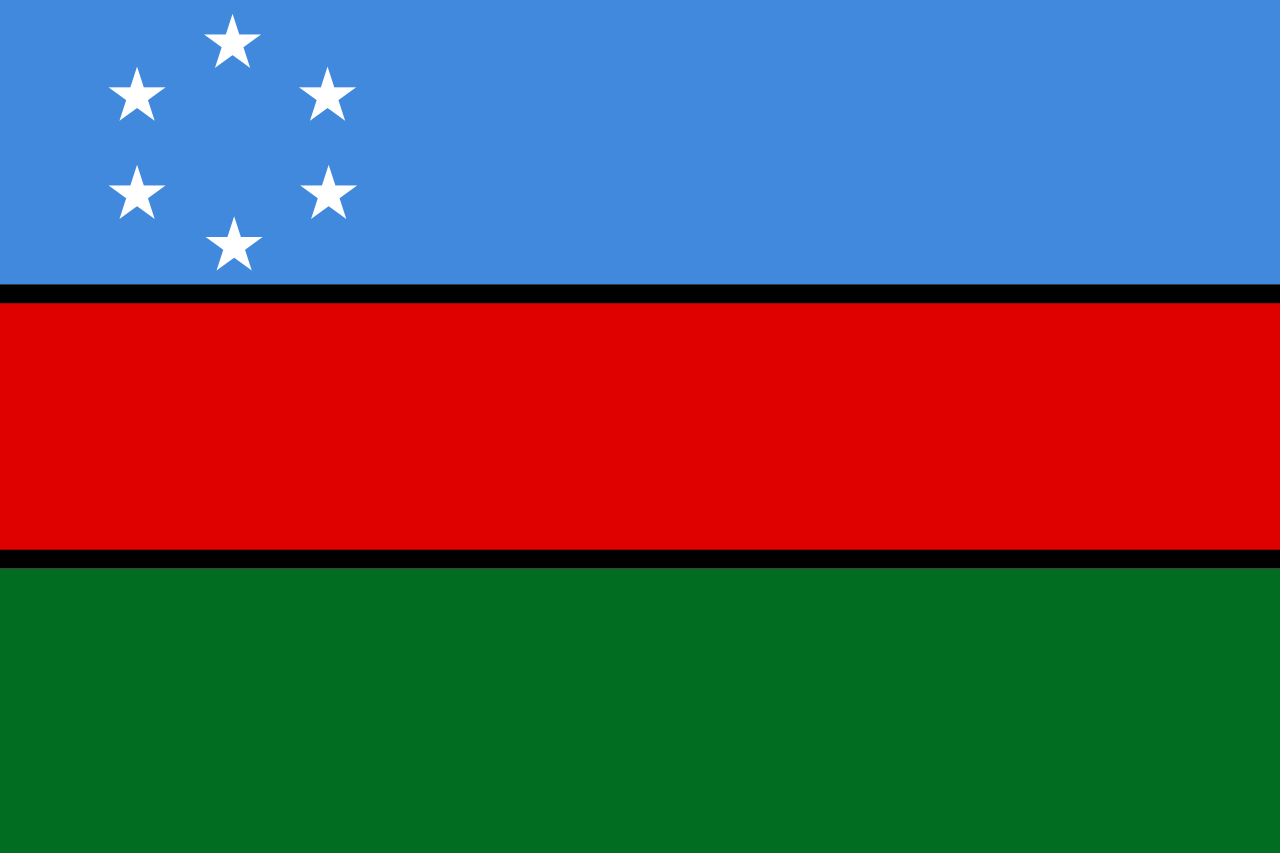
Vlag in gebruik van 2002 tot 2014
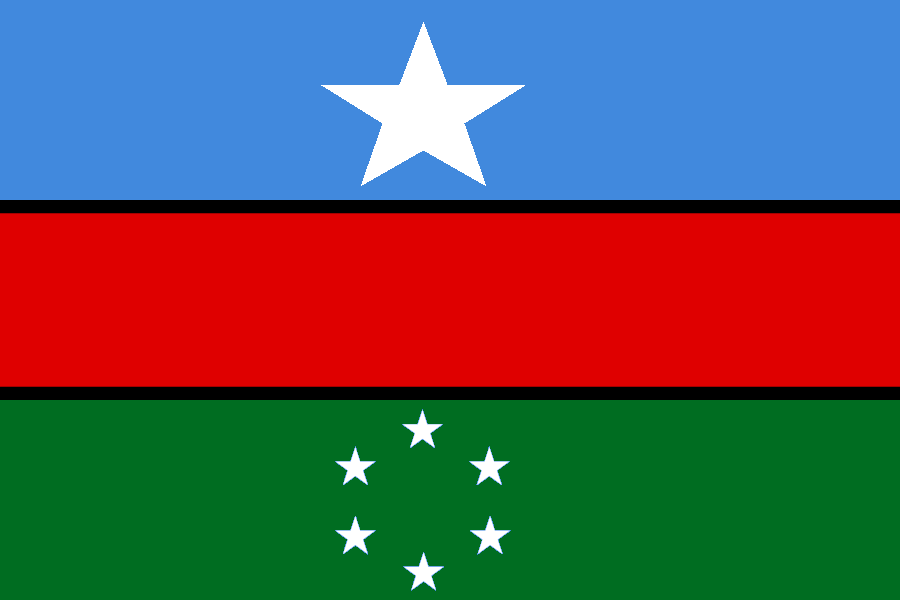
Vlag enkele maanden in gebruik in 2014